# 瓦勒邁杉
瓦勒邁杉（學名：Wollemia nobilis），又名恐龍杉、沃萊米杉或梧來米松是南洋杉科下瓦勒邁杉屬（又稱沃萊米杉屬）的唯一種，屬於孑遗植物，於1994年在澳洲悉尼西北面150公里，新南威爾士的瓦勒邁國家公園溫帶雨林的狹窄及陡斜的沙岩峽谷中被發現。
瓦勒邁杉又稱為梧來米松，但它並非真正的松屬植物，且亦不是松科的一員。而它卻是與南洋杉科下的貝殼杉屬及南洋杉屬有所關連。

## 特徵

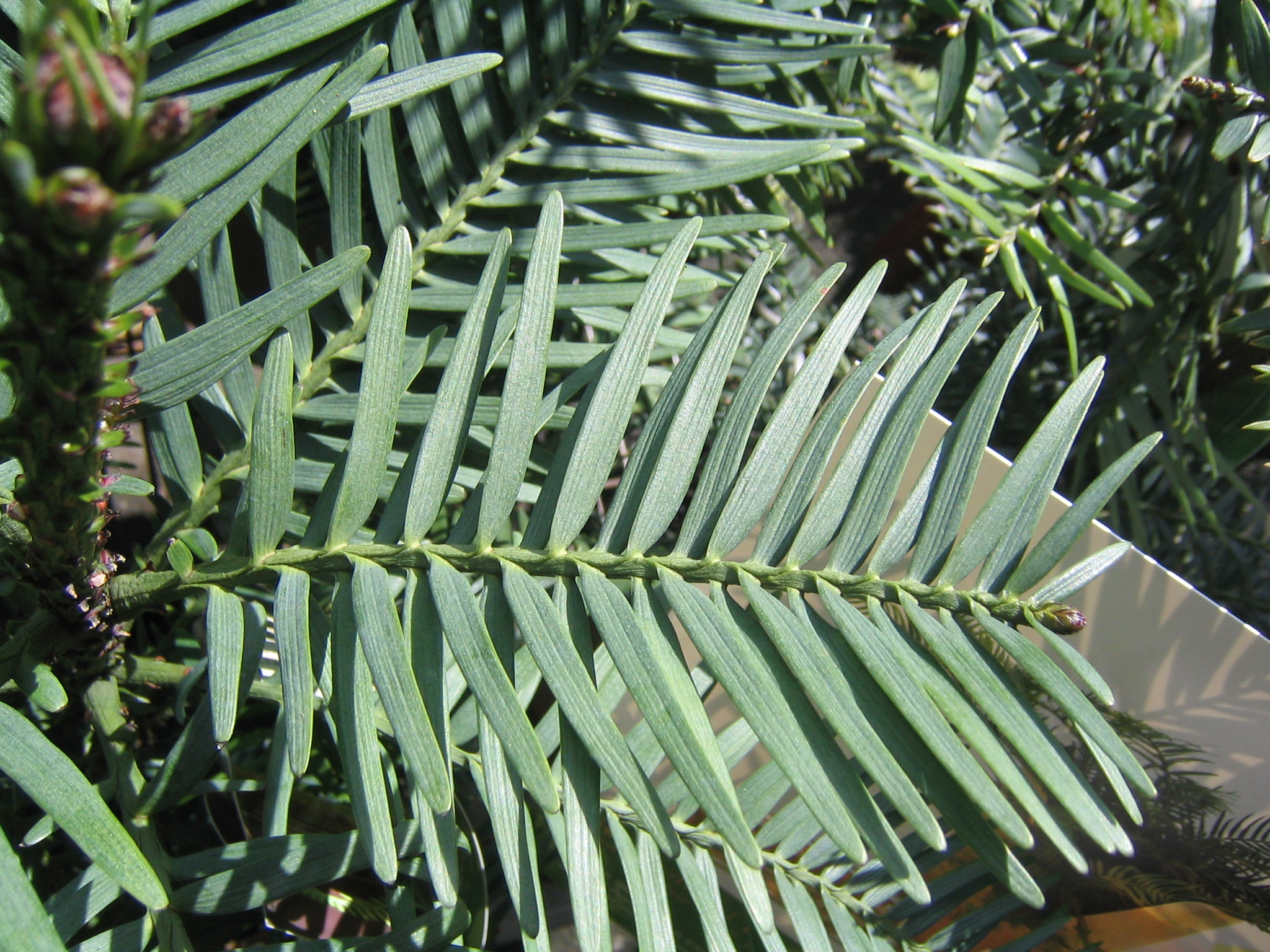
瓦勒邁杉的枝葉

瓦勒邁杉是一種常綠植物，樹高達25-40米。樹皮非常獨特，呈深褐色及多節。主幹易萌芽，因此大多瓦勒邁杉都是多主幹的，或是由折斷的主幹中萌生一叢的支幹。而在所枝幹上都不會萌生更細的枝幹。經過多年後，每一枝幹末端會產生毬果，之後支幹就會停止生長。毬果成熟後枝幹就會死掉。新的枝幹會由主幹的芽苞上生長。枝幹變為垂直及發展成次要樹幹是樹木中非常罕有的。

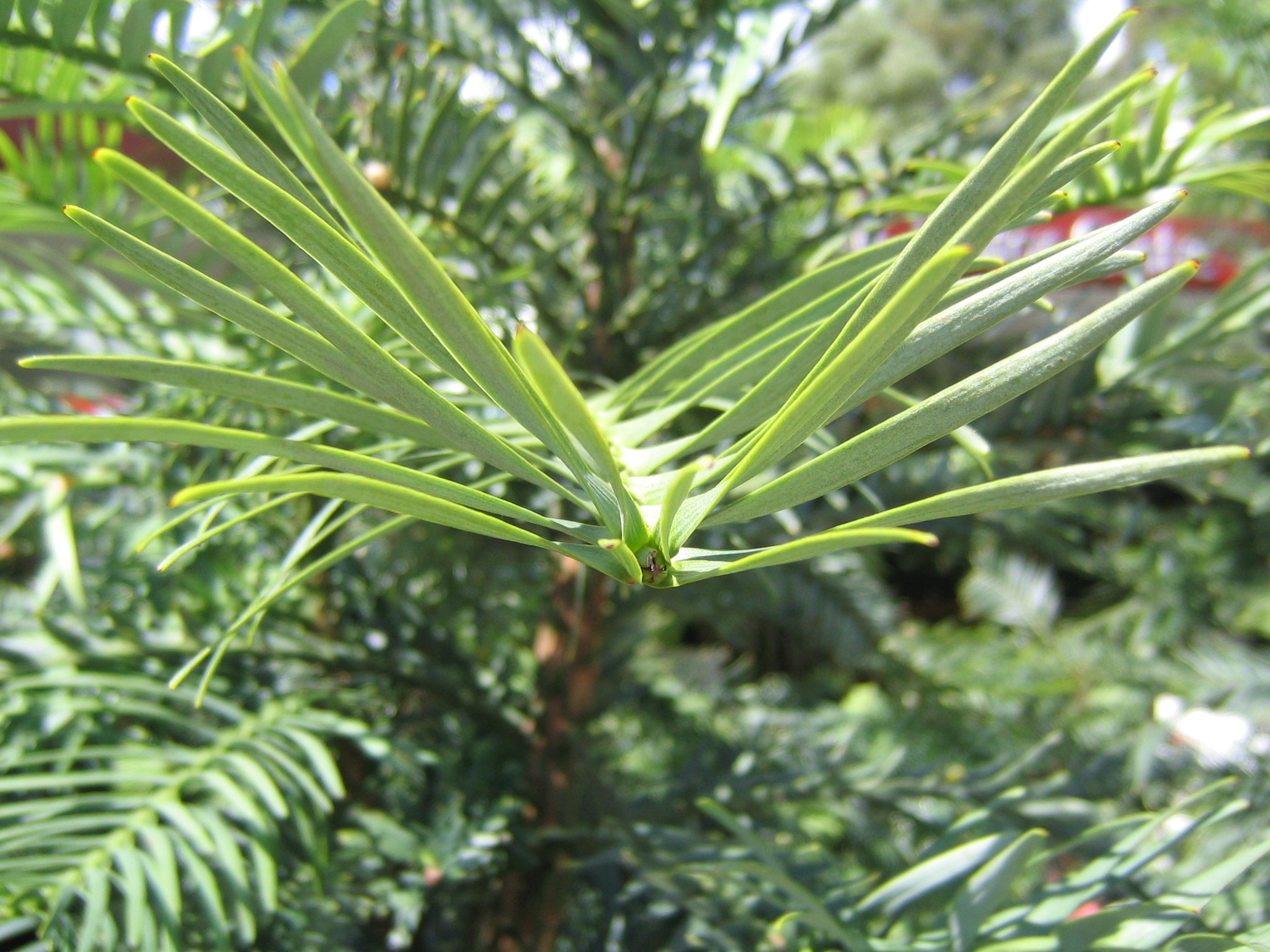
瓦勒邁杉的葉

葉子是扁平及幼長的，約3-8厘米長及2-5毫米闊。它們是螺旋形地排列在枝幹上，在底部扭曲彷彿平排成二或四組。錐形種子是綠色的，約6-12厘米長及直徑長5-10厘米，約於授粉後18-20個月成熟。於成熟時會脫落並放出種子。雄毬（花粉）是細長的錐體，約5-11厘米長及1-2厘米闊。瓦勒邁杉種子發芽後的幼苗有兩片子葉。

## 發現
瓦勒邁松約於1994年9月10日由在藍山溫特沃斯瀑布瓦勒邁國家公園的農林督察大衛·諾柏所發現。他有著很好的攀石冒險的能力及植物知識，並能很快地分辨出這種樹的稀有性及須更多的研究。他帶著標本回來祈望有人能分別這種植物，但其後他發現這是一種全新發現的植物。它與其他針葉樹的關係需要更多的研究來確定。最初懷疑是它有著2亿年前的南洋杉科的某些特徵，但卻不與科下的任何一種植物相似。與活的南洋杉科及其化石比較，可以證實它是這科的其中一員，並是屬於一個全新的屬。像瓦勒邁屬或有關的化石在澳洲、新西蘭及南極洲是很普遍的，但瓦勒邁杉卻是此屬的主要生存植物。最近發現的瓦勒邁屬化石可以追溯至2百萬年前。所以它被稱為「活化石」或「孑遺植物」。
少於一百株野生的樹，是生長於不遠的三個地方。基因測試發現所有的標本都是遺傳上不能區別的，表示這種植物經歷了遺傳瓶頸，使得在數量上如此的少，而失去了所有基因變異性。
於2005年11月，野生的瓦勒邁杉被發現感染了樟疫黴菌（Phytophthora cinnamomi）。新南威爾斯公園守林人相信這些有毒的真菌是由非法遊客所引入的。

## 種植及用途

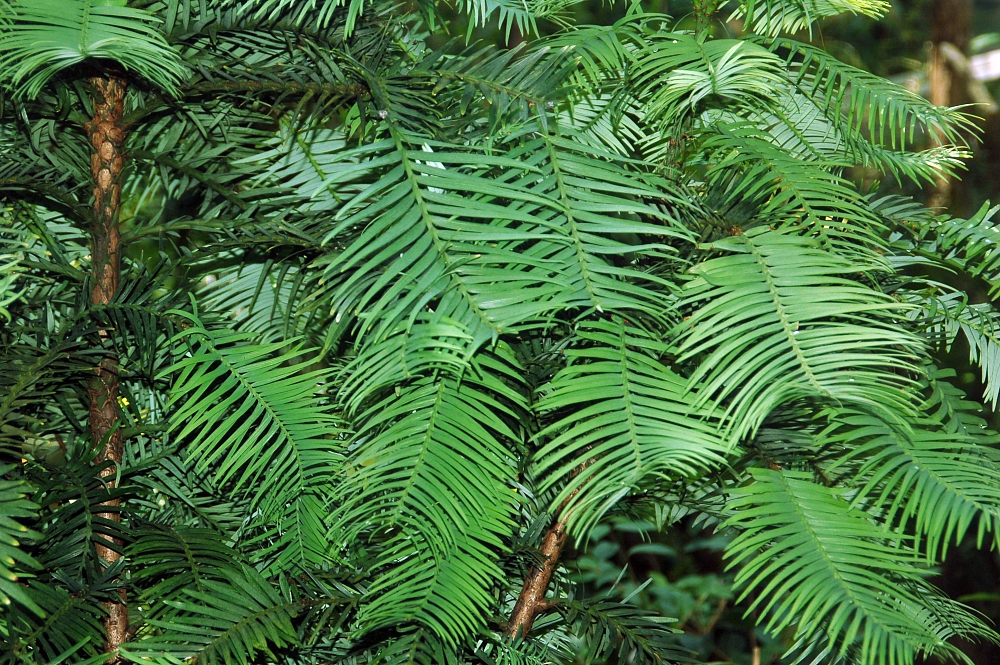
瓦勒邁杉

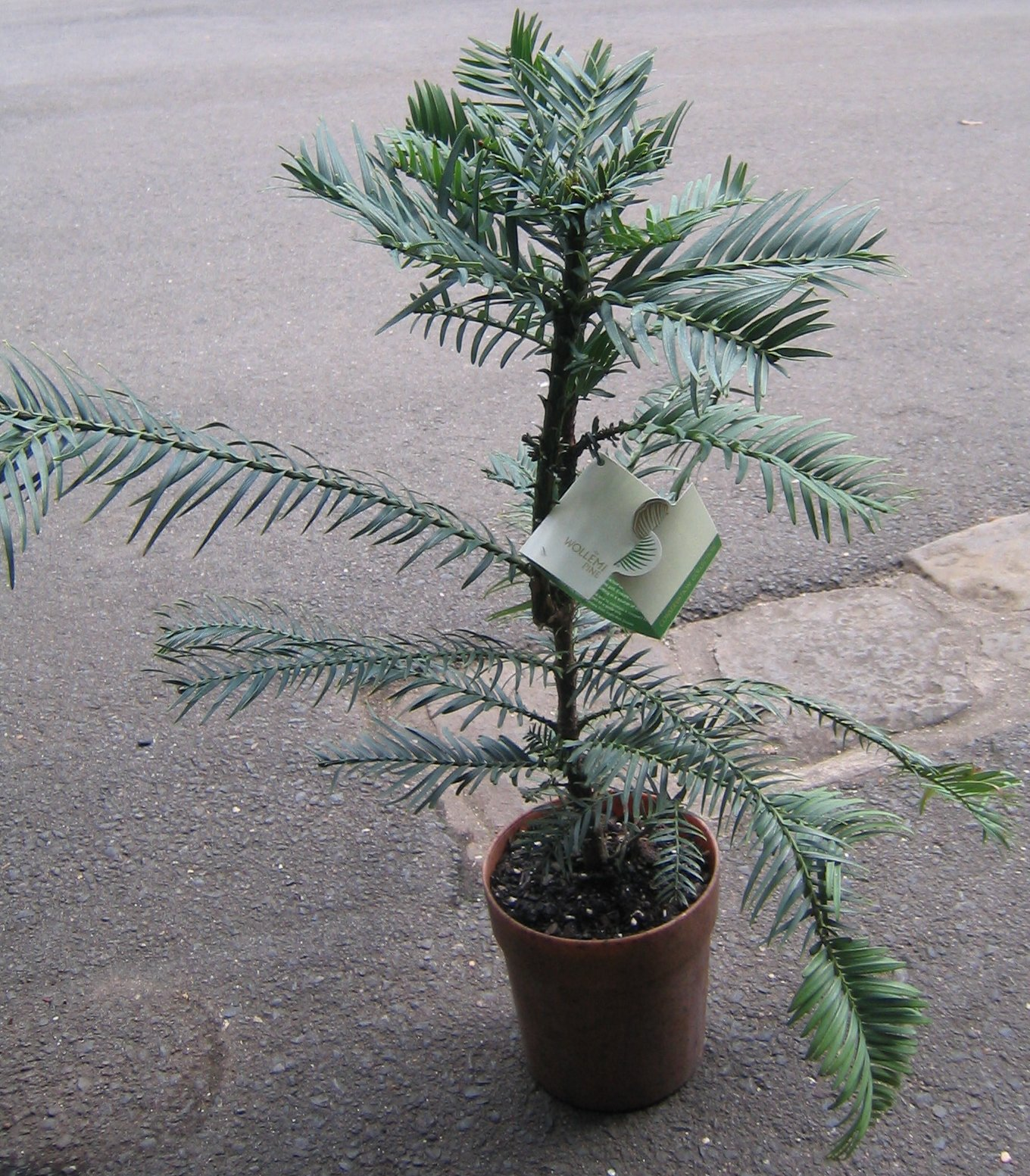
種植的瓦勒邁杉

由2006年4月1日開始，澳洲實行了一個由植物園開始至商界的瓦勒邁杉繁殖計劃。於2006年12月瓦勒邁杉被售予美國，而在2006年間亦曾售予其他國家。無論是在地上、或在盆子及花圃上，它都是一種有裝飾價值的樹木。它亦是很能適應及抵冷的植物，可以抵禦-5℃至45℃，而亦有指在-12℃下仍可以生存。在日曬及陰影下都能生存。就像其他澳洲的樹木，它很易受病原性真菌樟疫黴菌的感染，所以這限制了它成為提供木材的樹木。

## 註腳
1. ↑  Conifer Specialist Group. . The IUCN Red List of Threatened Species 2011.   [2013-02-09].
2. ↑  James Woodford, The Wollemi Pine: The incredible discovery of a living fossil from the age of the dinosaurs, (Revised Edition), The Text Publishing Company, 2002, ISBN 1-876485-74-4
3. ↑  .   [2014-01-30]. （原始内容存档于2016-04-01）.
4. ↑  . Royal Botanic Gardens, Sydney.   [2007-02-08]. （原始内容存档于2005-03-23）.
5. ↑  . Royal Botanic Gardens, Sydney.   [2007-03-01]. （原始内容存档于2005-03-23）.
6. ↑  . Royal Botanic Gardens, Sydney.   [2007-02-08]. （原始内容存档于2005-05-01）.